# ژان آنژلو
ژان آنژلو (فرانسوی: Jean Angelo‎؛ ‏ ۱۷ مهٔ ۱۸۸۸ – ۲۶ نوامبر ۱۹۳۳) بازیگر اهل کشور فرانسه بود. وی در اغلب فیلم‌ها نقش اصلی رُمانتیک یا ورزشی را بازی می‌کرد.
از فیلم‌هایی که وی در آن نقش داشته است، می‌توان به مونت کریستو، نانا، مارکیتا و گوژپشت نتردام اشاره کرد.